# Казе Инчиле (Л'Аквила)
Казе Инчиле (итал. Case Incile) је насеље у Италији у округу Л'Аквила, региону Абруцо.
Према процени из 2011. у насељу је живело 219 становника. Насеље се налази на надморској висини од 669 м.